# باربارا نيكولز
باربارا نيكولز (بالإنجليزية: Barbara Nichols) هي عارضة وممثلة أمريكية، ولدت في 10 ديسمبر 1928 بكوينز في الولايات المتحدة، وتوفيت في 5 أكتوبر 1976 بهوليوود في الولايات المتحدة بسبب مرض.

## أعمال

### أفلام
- (1956) ملك وأربع ملكات
- (1957) الرائحة الحلوة للنجاح

### مسلسلات
- باتمان

## وصلات خارجية
- باربارا نيكولز على موقع IMDb (الإنجليزية)
- باربارا نيكولز على موقع ألو سيني (الفرنسية)
- باربارا نيكولز على موقع أول موفي (الإنجليزية)
- باربارا نيكولز على موقع قاعدة بيانات برودواي على الإنترنت (الإنجليزية)
- باربارا نيكولز على موقع قاعدة بيانات الأفلام السويدية (السويدية)
- باربارا نيكولز على موقع إن إن دي بي (الإنجليزية)
- باربارا نيكولز على موقع قاعدة بيانات الفيلم (الإنجليزية)
- باربارا نيكولز على موقع كينوبويسك (الروسية)